# 64-я стрелковая дивизия (1-го формирования)
64-я стрелковая дивизия — воинское соединение РККА Вооружённых Сил СССР принимавшее участие в Великой Отечественной войне.
Сокращённое наименование — 64 сд.

## История
Сформирована в июле 1925 года, как 64-я территориальная стрелковая дивизия в Смоленске.
В 1939 году дивизия принимала участие в Польском походе РККА.
В составе действующей армии во время Великой Отечественной войны с 22 июня 1941 по 19 сентября 1941 года.

### Первый этап боёв 1941 года
Постоянно дислоцировалась в Смоленске, организационно входя в состав 44-го стрелкового корпуса. В июне 1941 года содержащаяся по штатам мирного времени (№ 4/121) дивизия в основном находилась в летних лагерях в Дорогобуже, тыловые части оставались в Смоленске, 106-й сапёрный батальон находился на строительстве укреплений на границе. В ночь на 18 июня 1941 года в Смоленске и Дорогобуже была начата погрузка подразделений дивизии в эшелоны. На 22 июня 1941 года половина эшелонов дивизии находилась в пути, штаб дивизии утром 23 июня 1941 года проехал Минск. Разгружалась дивизия на станции Ратомка близ Заславля западнее Минска, в первые дни войны пополнялась за счёт отступающих частей и военнообязанных, приписанных к Минскому укреплённому району.
С 23 июня 1941 года начала занимать позиции в Минском укреплённом районе западнее и северо-западнее Минска, оседлав шоссе на Молодечно. 288-й стрелковый полк занял позиции севернее шоссе, 30-й стрелковый полк правым флангом оборонял шоссе, а левым флангом доходил до Заславля, 159-й стрелковый полк занял рубеж Заславль включительно — Старое Село.. Дивизия занимала фронт порядка 60 километров вместо положенных по уставу 10-12 км.
Согласно Боевого донесения командира 44-го стрелкового корпуса № 1 от 30 июня 1941 г. о боевых действиях корпуса с 25 по 30 июня 1941 г. к 18 часам 25 июня 1941 года 44-й стрелковый корпус согласно поставленной ему задачи Военным советом фронта занял оборону Минского укрепленного района, имея:

1. 64-ю стрелковую дивизию с 1-м и 2-м дивизионом 49-го корпусного артиллерийского полка в обороне полосы Стайки, Заславль, Красное с основной задачей не допустить прорыва противника со стороны Молодечно. Полки дивизии располагались в обороне следующим образом:
а) 288-й стрелковый полк находился на правом фланге дивизии и занимал фронт Бояры, (иск.) Скнаревичи;
б) 30-й стрелковый полк оборонялся в центре на фронте Скнаревичи, Хмелевка, ширина фронта 20 км;
в) 159-й стрелковый полк оборонялся на фронте (иск.) Хмелевка, Красное.
— 
После полудня 25 июня 1941 года перед фронтом 64-й стрелковой дивизии были отмечены первые немецкие танки. Посланный разведывательный батальон дивизии близ Радошковичей разгромил часть штаба 39-го моторизованного корпуса, захватив весьма важные документы и пленных. В этот же день были атакованы части дивизии в Заславле.
26 июня 1941 года на участке 30-го стрелкового полка немецкие части начали наступление по шоссе Молодечно — Минск, и также атаковали Рогово, все атаки были отбиты. 288-й стрелковый полк дивизии также левым флангом попал под удар и был вынужден оставить позиции. С ним в этот день была потеряна связь и в целом не восстановилась. Последние сведения о нём в дивизию поступили 27 июня 1941 года, когда он отступил северо-восточнее Логойска. 159-й стрелковый полк в районе Заславля был атакован слабо и отбил атаки противника.
К вечеру 26 июня 1941 года противник сумел прорвать позиции 30-го стрелкового полка на шоссе, подразделения полка начали отступать и положение частично было восстановлено вводом резерва в виде противотанкового дивизиона. В это же время 159-й стрелковый полк оставил Заславль, но сумел его отбить.
27 июня 1941 года дивизия была атакована по всему фронту, 30-й стрелковый полк отошёл на Семков Городок, а 159-й стрелковый полк оставил Заславль. В этот же день дивизия отправила восточнее Минска гаубичный полк, не имевший снарядов, транспорт, тылы, второй эшелон штаба дивизии и тяжелораненых.
28 июня 1941 года тяжёлые бои разгорелись на левом фланге, в полосе 159-го стрелкового полка, на стыке со 108-й стрелковой дивизией, у деревни Старое Село. 30-й стрелковый полк, в котором оставалось не больше трети состава, не выдержал нового удара, и вечером, присоединившись к частям 100-й стрелковой дивизии через Уручье начал отход на Волму. Фактически, в районе станции Ратомка от дивизии оставался потрёпанный 159-й стрелковый полк. Два полка было сформировано из окруженцев, выходивших от западных границ.
30 июня 1941 года в расположении дивизии появился командующий 3-й армией В. И. Кузнецов, также отступавший от границы. Под его руководством с боем у Волковичей дивизия прорвала кольцо окружения и к 5 июля 1941 года подошла к Березине. Остатки дивизии в дальнейшем отходили за Днепр и 21 июля 1941 года из боёв выведены, дивизия направлена на доукомплектование.

### Оборона Смоленска 15.7.41
Во время боёв под Минском в Смоленске формировалось будущее пополнение для дивизии (так называемая 2-я очередь). Формированием запасных батальонов занимался полковник Малышев П.Ф. (заместитель командира 64 СД), оставшийся в Смоленске на посту начальника гарнизона. После разгрома 64 СД под Минском командование приняло решение формировать дивизию заново на основе этих запасных батальонов и назначить на должность командира дивизии Малышева П.Ф. Однако из-за быстрого продвижения немцев к Смоленску доукомплектовать дивизию полностью не получилось и формируемым частям пришлось принять бой за Смоленск во главе с Малышевым. Из 10 сформированных батальонов в Смоленске для организации обороны осталось около 4 батальона: 2 батальона 288 СП и по одному батальону от 159 и 30 СП. На минирование городских мостов была отправлена сапёрная рота 64 СД. В боях 15.7.41 за южную часть города почти весь гарнизон города был рассеян, пропал без вести или погиб. Его остатки в виде одного батальона 288 СП участвовали в боях за северную часть города в составе 152 СД (288 сп 152 сд) вплоть до выхода из окружения через соловьёву переправу.

### Второй этап боёв 1941 года
На основе 2-й очереди пополнения, которая не участвовала в обороне Смоленска, а так же на основе 3-й очереди и отошедших из под Минска и Смоленска частей 64 СД, была заново сформирована 64 СД во главе с командиром дивизии Грязновом А.С. К 29 июля 1941 года дивизия начала сосредоточение в составе 44-го стрелкового корпуса в районе Свищево. На 1 августа 1941 года дивизии было предписано занять район Свищево и обеспечить за собой переправу через Вопь и овладеть районом Пологи. На 16 августа 1941 года дивизия сосредоточилась в районе Вадино. Перед дивизией стояла задача совместно с 596-м гаубичным полком и подразделениями 874-м противотанкового полка прорвать оборону противника на участке Старые Рядыни в (1,5 километрах западнее Харино) и к исходу 17 августа 1941 года захватить переправы через реку Царевич на участке Синякова, Петрова и в дальнейшем наступать в направлении Сельцо, Степанков. На 21 августа 1941 года наступала в общем направлении на Духовщину, нанося главный удар в направлении Петрова, Сельцо, Кулагино, с задачей к исходу дня выйти на фронт Сущево, Рафенино.
19 сентября 1941 года из боёв выведена, отправлена в Вадино. 26 сентября 1941 года преобразована в 7-ю гвардейскую стрелковую дивизию.

## Подчинение
| Дата            | Фронт (округ)  | Армия                               | Корпус                 | Примечания |
| --------------- | -------------- | ----------------------------------- | ---------------------- | ---------- |
| 22.06.1941 года | Западный фронт | -                                   | 44-й стрелковый корпус | -          |
| 01.07.1941 года | Западный фронт | 13-я армия                          | 44-й стрелковый корпус | -          |
| 10.07.1941 года | Западный фронт | Группа войск Ярцевского направления | 44-й стрелковый корпус | -          |
| 01.08.1941 года | Западный фронт | -                                   | 44-й стрелковый корпус | -          |
| 01.09.1941 года | Западный фронт | 19-я армия                          | -                      | -          |

## Состав
- 30-й стрелковый полк
- 159-й стрелковый полк
- 288-й стрелковый полк
- 163-й артиллерийский полк
- 219-й гаубичный артиллерийский полк
- 170-й отдельный истребительно-противотанковый дивизион
- 318-й отдельный зенитный артиллерийский дивизион
- 73-й разведывательный батальон
- 106-й сапёрный батальон
- 82-й отдельный батальон связи
- 613-я отдельная рота связи
- 65-й медико-санитарный батальон
- 178-я автотранспортная рота
- 99-я полевая хлебопекарня
- 100-й дивизионный ветеринарный лазарет
- 140-я полевая почтовая станция
- 105-я полевая касса Госбанка[10]

## Командование

### Командиры
- Ковалёв, Михаил Прокофьевич, (с 00.10.1925 по 15.12.1928)[11]
- Волостнов, Павел Иванович,  (с 12.1928 по 06.1931)
- Захаркин, Иван Григорьевич,  (10.01.1930 — 24.11.1931)
- Янсон, Кирилл Иванович, комбриг (1936)
- Могилёвчик, Евдоким Андреевич, (январь 1937 — июль 1938)
- Волков, Александр Александрович, полковник (с 09.1939 по 22.12.1939)
- Иовлев, Сергей Иванович, полковник (1.06.1940 — 23.07.1941)
- Малышев, Пётр Фёдорович, полковник (и.о. 15.7.41)
- Грязнов, Афанасий Сергеевич, полковник (24.07.1941 — 26.09.1941)

### Начальники штаба
- Чижов, Александр Васильевич (1929—1930)[12].

## Известные люди, связанные с дивизией
1. Алимов, Павел Мартемьянович — В 1925—1927 гг.  служил в 127-м стрелковом полку  командиром и политруком роты, командиром батальона. Впоследствии, советский военачальник, полковник.
2. Полятков, Николай Дмитриевич — В 1933—1937 гг.  служил начальником полковой школы 192-го стрелкового полка городе Орша. Впоследствии, советский военачальник, полковник.
3. Васильев, Александр Фёдорович — В июле-декабре 1939 года служил командиром батальона 159-го стрелкового полка. Впоследствии, советский военачальник, генерал-майор.
4. Артеменко, Николай Иванович — В 1934—1936 гг.  служил начальником полковой школы 190-го стрелкового полка. Впоследствии, советский военачальник, подполковник.
5. Айбазов, Хусеин Хаджи-Мурзаевич —  В июле-августе 1941 года служил комиссаром штаба дивизии. До войны советский партийный и государственный деятель.
6. Мазеркин, Никанор Кузьмич — В сентябре -ноябре 1941 года служил командиром 159-го стрелкового полка. Впоследствии, советский военачальник, полковник.